# Yusneylys Guzmán
Yusneylys Guzmán Lopez, född 8 augusti 1996, är en kubansk brottare som tävlar i fristil.

## Karriär
Vid olympiska sommarspelen 2024 i Paris förlorade Guzmán mot indiska Vinesh Phogat i semifinalen i 50 kg-klassen, men kvalificerade sig ändå för finalen efter att Phogat inte klarat invägningen till finalen. I finalen tog hon silver efter en förlust mot amerikanska Sarah Hildebrandt.